# Parafia św. Michała Archanioła w Łukowie
Parafia św. Michała Archanioła w Łukowie – parafia rzymskokatolicka z siedzibą w Łukowie, znajduje się w archidiecezji poznańskiej, w dekanacie obornickim.